# Madras (Oregon)
Madras é uma cidade localizada no estado norte-americano de Oregon, no Condado de Jefferson.

## Demografia
Segundo o censo norte-americano de 2000, a sua população era de 5078 habitantes.
Em 2006, foi estimada uma população de 5296, um aumento de 218 (4.3%).

## Geografia
De acordo com o United States Census Bureau tem uma área de
5,7 km², dos quais 5,7 km² cobertos por terra e 0,0 km² cobertos por água.

## Localidades na vizinhança
O diagrama seguinte representa as localidades num raio de 36 km ao redor de Madras.